# Pigalle (stanice metra v Paříži)

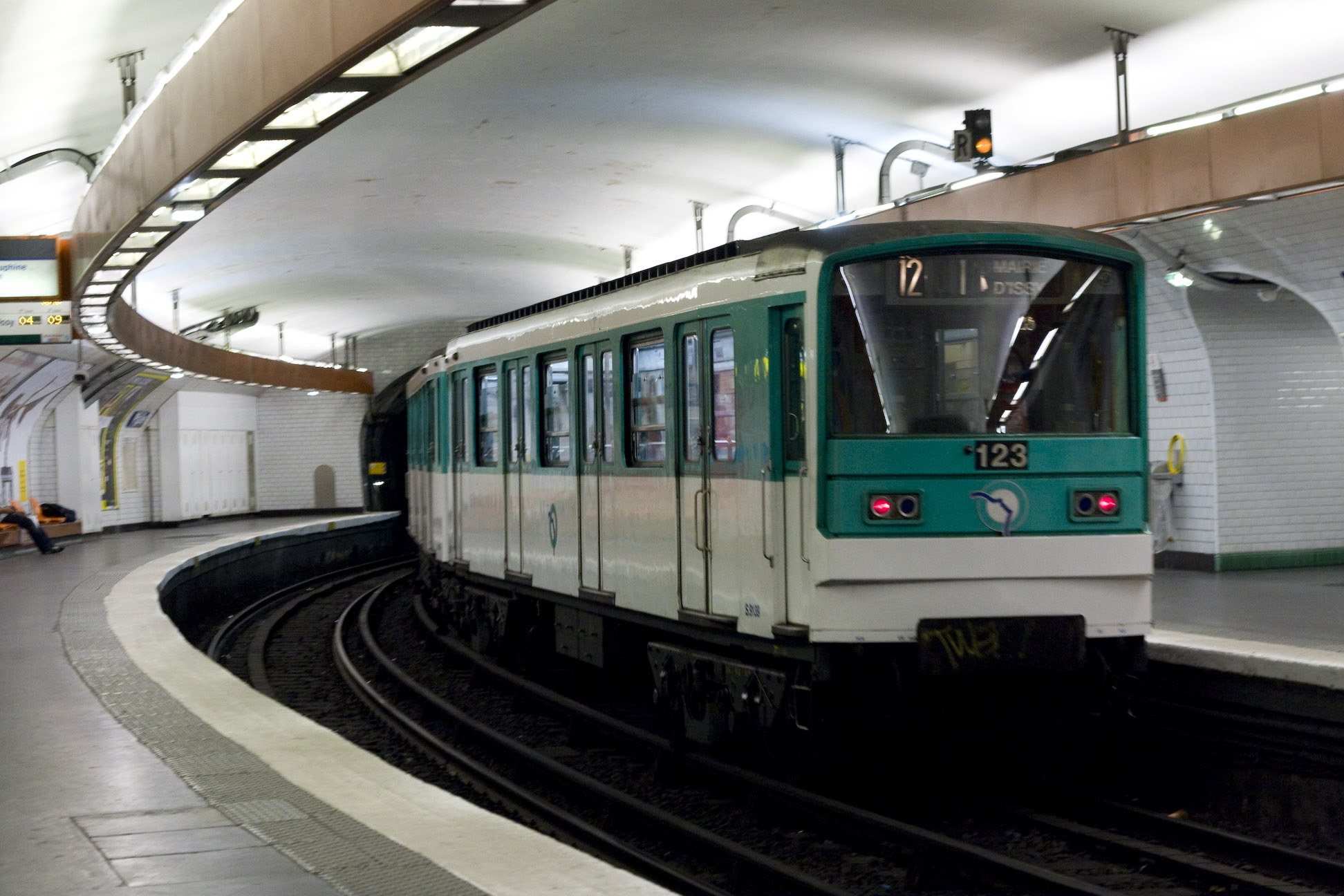
Nástupiště linky 12

Pigalle je přestupní stanice pařížského metra mezi linkami 2 a 12 na hranicích 9. a 18. obvodu v Paříži. Nachází se pod náměstím Place Pigalle, které protíná Boulevard de Clichy, pod nímž vede linka 2.

## Historie
Stanice byla otevřena 7. října 1902 při prodloužení linky 2 mezi stanicemi Étoile a Anvers.
8. dubna 1911 sem byla dovedena linka A, kterou provozovala společnost Compagnie Nord-Sud. Linka zde končila do 30. října 1912, kdy byla prodloužena severním směrem do stanice Jules Joffrin. Po sloučení se společností Compagnie du Métropolitain de Paris obdržela linka v roce 1930 číslo 12.

## Název
Jméno stanice je odvozeno od názvu náměstí Place Pigalle, pod nímž stanice leží. Jean-Baptiste Pigalle (1714–1785) byl francouzský sochař, který zde bydlel. O tomto náměstí zpívá v písni Pigalle z roku 1961 zpěvák Bill Ramsey. Píseň v češtině pod stejným názvem nazpíval Milan Chladil.

## Zajímavosti v okolí
- čtvrť Pigalle